# Andersen Air Force Base
Pour les articles homonymes, voir Andersen.
L'Andersen Air Force Base est une base de l'United States Air Force située sur l'île de Guam dans l'Océan Pacifique. Elle abrite le 36th Wing des Pacific Air Forces.

## Historique
La base fut construite en 1944 durant les campagnes du Pacifique pour recevoir les bombardiers B-29 opérant contre l'Empire japonais; elle s'est appelée à l'origine North Field puis North Guam Air Force Base en 1947 avant de prendre son nom actuel en 1949 en l'honneur du général James R. Andersen.
Depuis les années 1990, elle est l'une des rares bases à pouvoir accueillir le B-2.

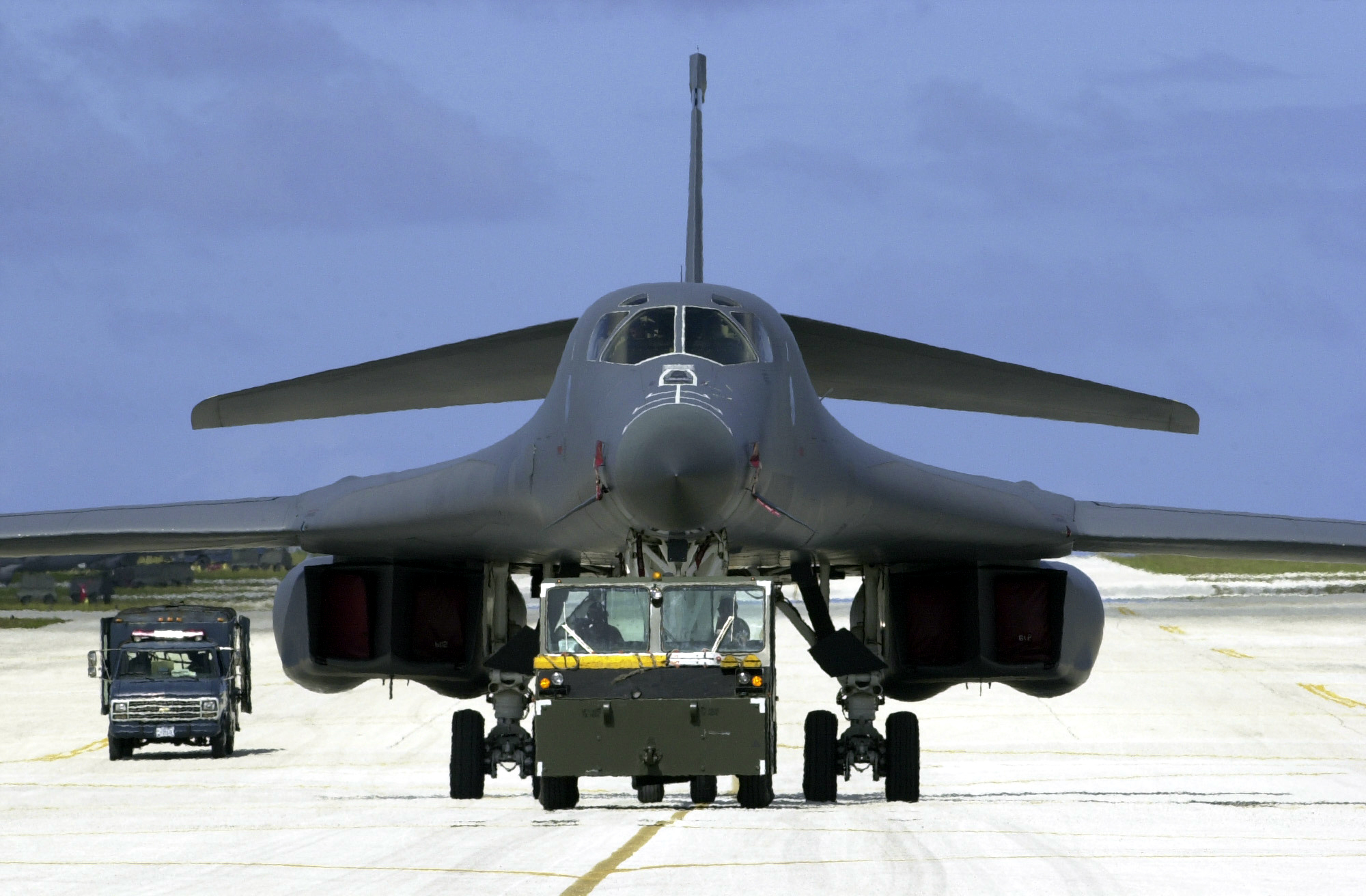
B-1B sur la base d'Andersen en 2003

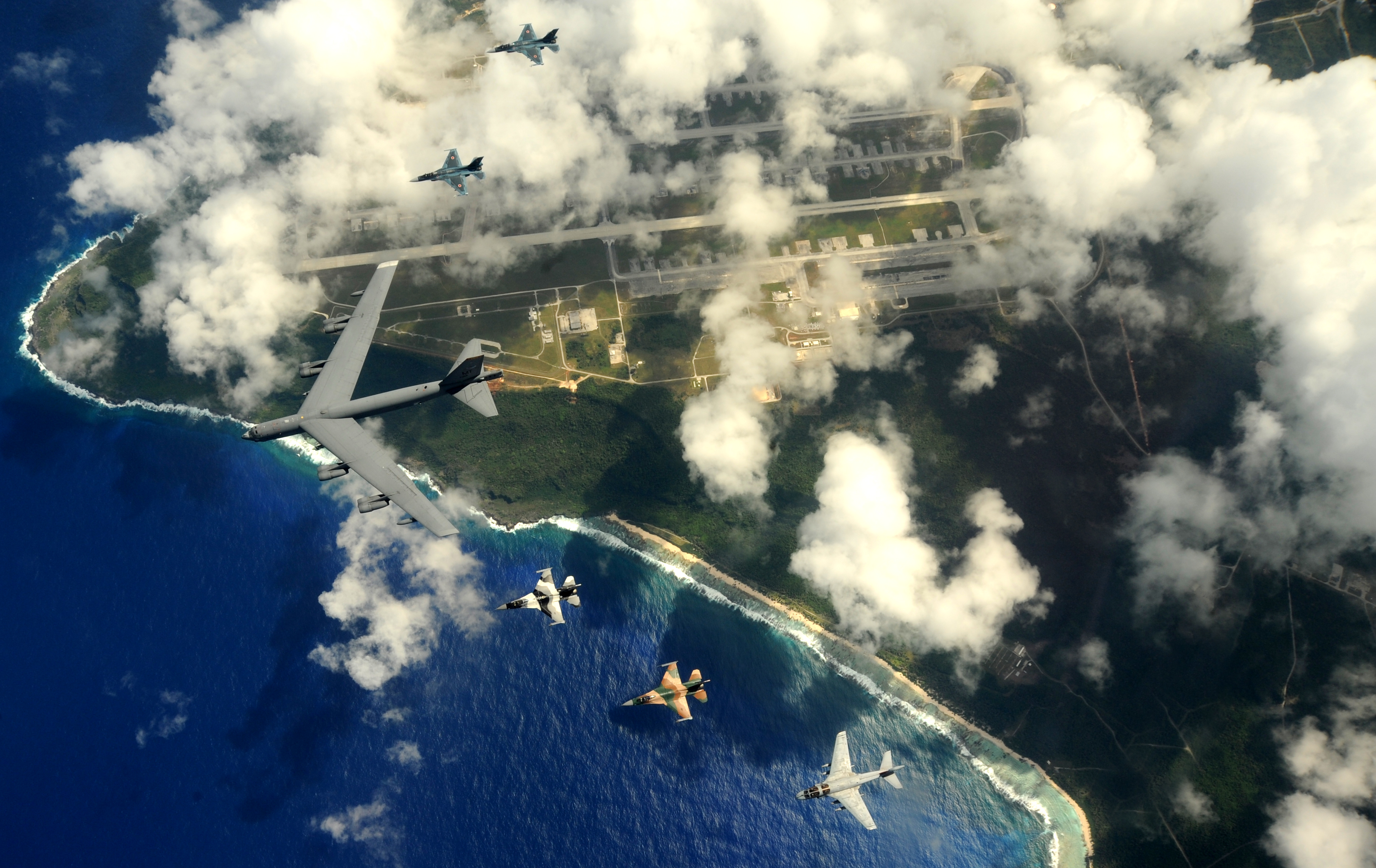
Des avions américains et japonais sur l'Andersen Air Force Base (2009).

## Culture populaire
La base militaire d'Andersen constitue le premier niveau du jeu Splinter Cell: Blacklist. Elle subit l'assaut d'une cellule terroriste nommée "Les Ingénieurs" et soutenue par une douzaine de pays.